# Billbergia buchholtzii
Billbergia buchholtzii är en gräsväxtart som beskrevs av Carl Christian Mez. Billbergia buchholtzii ingår i släktet Billbergia och familjen Bromeliaceae. Inga underarter finns listade i Catalogue of Life.